# 白卷出版社
白卷出版社為黑紙有限公司旗下出版社，專門出版小說、散文、圖文集等流行讀物。

## 出版歷程
白卷出版社創辦人為林日曦、陳強、阿Bu，由於三位有感跟其他出版社合作時有所掣肘，加上欲為支持其理念的人或團體發聲，故繼《黑紙》及《100毛》雜誌後，於2013年成立白卷出版社，並開始參與不同書展活動。
白卷出版之書籍深受年青讀者歡迎，旗下不少作家的作品都打入香港各大書店暢銷書榜。於2015年香港書展中，白卷出版社以「鍾愛樹根」為參展主題，大受市民關注及好評。

## 出版書籍
| 作者           | 書目（按出版時間排列） | 備註 |
| -------------- | --- | ---- |
| 林日曦         | 《白痴》、《青筋》、《黑面》、《快樂有限》、《肉麻》、《灰鳩》、《金毛》、《木獨》、《感情戲》                                                                           |      |
| 陳強、Shirley  | 《結婚不結婚》 |      |
| 阿Bu           | 《77歲前一定要做的7件事》 |      |
| 阿Bu、韋亮     | 《香港沉沒》、《香港沉沒2》 |      |
| 黑紙           | 《黑紙Bookset 1》、《黑紙辭典》、《黑紙Bookset 2》、《黑紙百科》、《黑紙百科2》、《黑紙百科3》、《黑紙愛情百科》、《黑紙Bookset 3》、《黑紙Bookset 4》、《黑紙打工百科》 |      |
| 100毛          | 《我今日真係學到好多嘢》、《米屎蓮》、《001-100 純港產法式旋轉型生活雜誌100毛封面背後毛孩與明星搏鬥實錄》                                                                |      |
| 鄺俊宇         | 《有一種幸福叫忘記》、《數到三就放手》、《如想見，卻不可以再遇》、《在微時，再遇我們的幸福》、《珍惜要在別離前》、《倘若愛情有如果》、《後來的幸福》                     |      |
| 孤泣           | 《庇護工場》、《庇護工場2》、《戀愛待換店》、《戀愛待換店2》、《那天我遇上你》                                                                                           |      |
| 健吾           | 《熱吻背後》、《來生要做日本人》、《香港Sex Secrets》、《今生要做日本人》、《自暴自棄手冊》                                                                              |      |
| 徐緣           | 《關公災難》 |      |
| Rudi Leung     | 《廣告懶人包》 |      |
| 青永屍         | 《墳場新聞》、《墳場新聞II‧講鬼港地》、《墳場新聞政論集－－香港的命運》、《墳場新聞III‧鬼門常開》                                                                        |      |
| 鄒凱光         | 《來不及回頭笑你》、《拉芙》 |      |
| 王宗堯         | 《我都係香港人》 |      |
| 杜小喬         | 《Little Bridge》 |      |
| 陳珍妮         | 《TVB新聞部血淚史》、《厹形人格》 |      |
| 朱薰           | 《你不愛競爭，競爭不會找上你》 |      |
| 伊維特         | 《咩年戀愛運》 |      |
| 黃夏蕙         | 《夏蕙回憶錄》 |      |
| 陳煩           | 《我投胎前冇飲到孟婆湯》、《分手旅行》、《我聞到死亡的氣味》、《為你犯的一百種錯誤》                                                                                     |      |
| 偽文豪         | 《TVB血淚屎》、《奴才該死》、《最後的情書》 |      |
| 張晨           | 《男人一生，只為尋覓一個肯同自己挨麥記嘅女人》、《人類總要重複相同的回憶》                                                                                               |      |
| 莎比亞         | 《鬼叫我唔識拍拖》、《最後一分鐘－－愛情》 |      |
| 孔明           | 《失蹤》 |      |
| 柴             | 《On膠36小時－－一個香港公立醫院註冊護士的告白》 |      |
| 戴Sir          | 《90後教師決戰怪獸家長》 |      |
| 卡卡老師       | 《港孩的弱點》 |      |
| 黃之鋒         | 《我不是細路》 |      |
| 傘下的人       | 《被時代選中的我們》、《亞視永恆》 |      |
| 學民思潮       | 《給穿過黑衣的人》 |      |
| 十二位港視編劇 | 《王維基百科》 |      |
| 龍門後人       | 《香港好波》 |      |
| 大愛同盟       | 《大愛同誌》 |      |
| 關懷愛滋       | 《十愛》 |      |
| ohmykids       | 《青少年及兒童繪本創作比賽2016作品集》 |      |
| Plastic Thing  | 《Plastic Thing之多多指膠》、《女神育成手冊》、《膠心日記》、《女神的信箱》、《膠之日常》                                                                                |      |
| 東尼電機       | 《東尼電機 Vol.1》、《東尼電機 Vol.2》、《東尼電機 Vol.3－－癡心大發明》                                                                                                 |      |
| 阿Cheap        | 《舊時係香啲》、《舊時係暖啲》 |      |
| 阿塗           | 《鵰娜猩，頂硬上！》《圖解廣東話》 |      |
| 盤菜瑩子       | 《如果我在東京不快樂》 |      |
| 專家Dickson    | 《愛情的二十二道陰影》 |      |
| 默颺           | 《尖東遊戲》 |      |
| 林慎           | 《古卷首部曲：巴別人》、《小離敍》 |      |
| 潘小肥         | 《圍爐取戀Plus》 |      |
| Johnee         | 《7頭天天都多》 |      |
| 做金庸的男人   | 《它們的第一法則》 |      |

## 外部連結
- 白卷出版社Facebook專頁 （页面存档备份，存于）
- 白卷出版社官網(已无法连接) （页面存档备份，存于）